# Austrelmis flavitarsis
Austrelmis flavitarsis is een keversoort uit de familie beekkevers (Elmidae). De wetenschappelijke naam van de soort werd in 1897 gepubliceerd door Antoine Henri Grouvelle.